# 문명기
문명기(文明琦, 본명: 문기섭(文基燮), 일본식 이름: 文明琦一郞(후미아키 기이치로), 1878년 6월 18일 ~ 1968년 10월 6일)는 조선과 일제강점기의 상인, 기업인 겸 관료로, 본관은 남평, 본적은 경상북도 영덕군 영덕면(현재의 영덕읍)이며 평안남도 안주군 출신이다. 그의 청어 선물은 청탁 또는 아부를 말하는 사바사바의 어원이 되었다 한다.
대한제국 말기 생선장수로 돈을 모은 뒤 1910년대부터는 제지업으로, 1920년대부터는 광산업으로 막대한 돈을 벌어들였다. 1935년 자신의 재산 10만 원을 국방헌금 형식으로 납부하여 비행기 2대를 사서 조선총독부에 헌납하였는데, 당시 총독부 당국은 이를 대대적으로 보도하고 그가 기증한 비행기에는 '문명기 호'라는 이름을 붙였다. 또한 1930년대 초부터 세금 외에도 막대한 양의 국방헌금을 납부하여 세칭 '애국옹'이라는 별칭이 붙었다. 1936년에는 조선 각지에서 1개 군(郡)에서 돈을 모아 1대 비행기를 일본군에 헌납하는 1군 1비행기 헌납 시민운동을 주도하고, 조선국방비행기헌납회를 조직하는 등 대표적인 친일파 중 한 사람이다. 1949년 반민특위에 체포돼 기소됐으며 각종 친일인명사전에 등재됐다.

## 생애

### 제지업으로 떼돈 벌어
본적은 경북 영덕이며, 아버지의 이주지인 평남 안주군에서 태어나, 어린 시절 부모를 따라 경북 영천에 정착하여, 경북 지역을 생활 터전으로 삼았다. 영천과 영덕에서 영세한 사업을 운영하였으며, 점차 자본을 모아 1907년 제지 공장을 열고 제지업에 뛰어들었다.
1907년 영천 경찰서장의 보증을 등에 업고 문명기는 자기 자본의 10배나 되는 금액의 종이를 외상으로 매입할 수 있었다. 당시 경북 영덕에서 청송 가는 길에 지품면(知品面)이 있었는데, 이 지품면에는 속곡, 눌곡이라는 유명한 한지 생산지가 있었다. 한지 원료인 닥나무가 많았던 것이다. 1912년 만주와 화북을 다녀온 뒤 중국으로 제지수출로, 막대한 돈을 벌 것을 예상하며, 대형 제지회사 겸 무역회사인 한문양행을 설립하였다.
경술국치 이후 왜정시대 지품면 사람들은 이 종이를 만들어 판 돈으로 영해 들판을 샀다는 이야기가 전해진다. 문명기는 한지를 몽땅 구입해 놓고 팔리기를 기다렸지만, 한지를 구입해가던 중국 상인들이 태클을 걸었다. “시세의 반값이 아니면 안 사겠다”고 중국 상인들이 버텼다.
이 상황을 예의 주시하던 문명기는 세게 나갔다. “반값에는 절대 안 팔겠다. 차라리 불에 다 태워버리겠다.” 실제로 장작에 불을 피워놓고 한지 다발을 던지기 시작하는 장면을 보고 중국 상인들은 문명기의 말이 엄포가 아님을 깨달았다. “제대로 가격 쳐줄게.” “아니야. 나 너희들 하는 행동에 열 받아서 장사고 뭐고 다 태워버릴 거야.” “부탁이야. 팔아줘.” “그렇다면 따따블로 값을 쳐 줘.” 이렇게 해서 문명기는 정상 가격의 몇 배를 받고 자신이 거의 독점하고 있던 한지를 중국인에게 팔았다.

### 풍자어 사바사바의 원조
문명기는 1달에 2~3번씩 경찰서장 집 대문 고리에다가 청어 꾸러미를 걸어놓고 사라지곤 했다. 이걸 몇 번 받아먹던 일본인 서장은 ‘누가 이 청어를 갖다 놓고 사라지는가’ 궁금했다. 마침내 그 주인공이 조선인 문명기라는 생선 장수임을 알게 됐다. “당신은 왜 내 집에다가 청어를 매번 갖다 놓았느냐?” “저는 영천시장에서 생선을 팔아 재미를 봤습니다. 다른 지역의 시장에서 생선을 팔 때는 치안이 좋지 않아서 깡패들에게 세금을 많이 뜯겼는데, 영천은 치안이 확보돼 뜯기지를 않았습니다. 그래서 영천 경찰서장님께 고마운 마음이 들었고, 깡패들에게 뜯기지 않은 만큼을 서장님께 현물로 갖다드려야 하겠다는 결심을 하게 된 것입니다.”
그의 말을 듣고 보니 그럴듯했다. 서장 입장에서도 치안이 확보돼 장사하기 좋아졌다고 하는 말은 기분 나쁜 말이 절대 아니었기 때문이다. 문명기라는 생선 장수의 얼굴 생김새도 두툼하게 돈이 붙었고, 조리 있게 말하는 스타일이 마음에 든 서장은 도와줄 마음이 생겼다. 이후 경찰서장은 그의 보증을 서주어 한지를 구매하는데 도움이 됐고, 그는 이 때 매입한 한지로 대규모의 돈을 벌어들였다. 청어는 일본어로 사바이라 불렀으므로 그의 선물을 가리켜 사바사바 라는 풍자어가 생겨나는 어원이 됐다.
중국을 오가며 무역을 하던 이 즈음부터 일제와 밀착하여 사업 확대에 도움을 받은 것으로 보이나 정확한 사정은 알 수 없다. 사업은 나날이 번창했고 문명기는 제지업과 수산업을 함께 운영하면서 금광에도 투자하여 성공함으로써 도내에서 알아주는 큰 부호가 되었다. 문명기는 제지업에서 번 돈을 갖고 1932년 금광업에 뛰어들어 광산을 인수하였다.

### 비행기 헌납운동
1920년부터 1933년까지 경상북도 도평의회 의원(1920년, 1924년, 1930년에는 민선 도평의회 의원, 1927년에는 관선 도평의회 의원으로 임명됨) 등을 지내면서 지방의 유지로 활동하던 문명기는 1935년 비행기 구입을 위한 거액의 국방헌금을 기부하였는데 조선총독부 공보국은 이를 어느 독지가가 보내온 "애국의 지성(愛國의 至誠)"이라며 크게 보도하고 헌납식까지 열면서 선전함으로써 그도 전국적인 친일파로 이름을 알리게 되었다. 1935년 10월 자신이 경영하던 영덕금광에서 발견한 두꺼비 모양의 금덩어리를 일왕에게 헌납했으며 문명기가 기증한 비행기에는 "문명기 호(文明琦號)"라는 이름이 붙여졌다.
1939년 8월 북지위문 경북도회의원 광제회(廣濟會)의 대표로 중국 화북과 만주에 있는 일본군을 위문하고 돌아왔다. 그는 이때 이미 자살 폭격을 옹호하는 선구적인 친일 활동을 했고 조선국방비행헌납회를 조직하여 비행기 헌납 운동을 벌였으며 여러 곳에 강연을 다니며 침략 전쟁을 지원할 것을 역설하거나 중국 전선의 부대를 방문하여 군인들을 위문했다.

### 광신도적인 친일행각
일제가 중국을 한창 침략하고 있을 때 그는 국방비를 거듭 헌납하고 의용단 모집에 앞장섰으며 자신이 경영하던 광산을 팔아 조선군사령부에 비행기 한 대를 헌납하였다. 그는 총 2대를 헌납한 것으로 나온다. 그러자 일제는 이것을 대대적으로 선전하면서 군(郡) 단위별로 비행기 1대 헌납운동을 벌였다. 1943년에는 비행기 뿐 아니라 배를 기부하자는 이른바 헌함(獻艦) 운동도 벌였다.
문명기는 그 대가로 일제로부터 일본 신을 상징하는 가미다나(神棚)를 집집마다 공급하는 독점권을 따내 떼돈을 벌었다. 가미다나란 신궁 모양으로 된 나무 상자를 집안 정면 높은 곳에 설치한 후, 그 안에 '천조황대신궁(天照皇大神宮)'이라 쓴 일종의 부적 같은 것을 넣어 둔 것으로 아침저녁으로 드나들면서 절을 하게 함으로써 황민의식과 충성심을 주입하려는 것이었다. 단순한 친일파와는 달리 일본의 신토를 깊이 믿는 듯한 행동을 보였다. 일본 개국 신화에 등장하는 아마테라스 오미카미를 위한 소형 감실인 가미다나를 집에 설치하여 아침 저녁마다 절을 했으며 이를 전국에 널리 퍼뜨리기 위해 가미다나를 집집마다 비치하자는 운동을 전개했다.
이뿐 아니라 의식주를 모두 일본식으로 따르고 가족들에게 집안에서도 일본어만 쓰도록 강요할 만큼 광신적인 모습을 과시했다. 반강제적인 창씨개명 정책에도 적극 협조하여 성과 이름을 바꾼 뒤 씨명을 새로 고른 과정과 이유를 기고하며 홍보 활동에 나섰다. 이러한 공으로 인해 그는 일제로부터 "애국옹(愛國翁)"이라는 칭호를 받았지만 조선인들로부터는 "야만기(野蠻琦)" 또는 "야변기(野變琦)", "헌납병 환자"라는 별명이 붙을 정도로 조롱의 대상이 되었다. 1939년 8월에는 동해-울진간 철도 설치 촉성 운동을 주도하였다. 1941년 4월 21일부터 1945년 8월 광복 때까지 조선총독부 중추원 참의를 역임했다. 1943년에는 친일단체 황도선양회(皇道宣揚會)를 조직해 회장을 맡기도 했다.

### 해방 이후
광복 후인 1949년 반민족행위특별조사위원회가 활동을 시작함에 따라 같은 해 1월 24일 영덕군에 있는 자택에서 전격 체포되어 기소되었다. 그러나 그해 5월 25일 고령임을 이유로 보석을 신청, 곧 보석으로 석방되었고 반민특위가 강제로 해체되면서 별다른 처벌을 받지 않았다.
문명기는 90세까지 장수했으며 1968년 10월 6일에 사망했다. 묘는 영덕군 강구면에 있다.
1969년 8월 15일에 만들어진 묘비문은 노산 이은상이 썼다. 묘비문에는 문명기(본명 문기섭, 창씨명 文明琦一郞)를 '세상에 나서 자기 힘으로 성공하기란 어려운 일이요 또 장수하며 어진 행적을 끼치기는 더 어려운데 그 어려운 일을 능히 행하여 스스로 보람찬 생애를 누린 이'라고 치켜세우면서 '장손 의학박사, 국회의원 태준을 비롯하여 내외손 50여 명이 제제 명사들이라, 이로써 덕을 쌓은 집에는 자손이 복을 받는다는 옛말이 빈말이 아님을 알겠다'라고 썼다. 묘비문에는 일제치하 문명기의 친일 행적을 전혀 찾아볼 수 없다.

## 사후
2002년 민족정기를 세우는 국회의원모임이 광복회와 함께 선정한 친일파 708인 명단과 2008년 민족문제연구소에서 친일인명사전에 수록하기 위해 정리한 친일인명사전 수록예정자 명단에 모두 수록되었으며 2009년 친일반민족행위진상규명위원회가 발표한 친일반민족행위 705인 명단에도 포함되었다.

## 가족
문명기는 두 명의 부인과의 사이에서 5남7녀를 두었다. 장남은 해방 직후 행방불명됐다. 한・우즈베키스탄협회장과 한류문화인진흥재단 이사장을 맡고 있는 문신자가 환갑에 얻은 딸이다.
문명기의 무덤 옆에 장손 문태준의 아버지 가묘가 있다. 해방 후 한국의 정치인 문태준은 그의 손자이다. 문태준은 제3공화국, 제4공화국의 국회의원과 제6공화국 보건사회부 장관, 대한의사협회 회장을 지냈다. 문태준은 서울 용산구에, 문명기가 환갑에 얻은 딸 딸 문신자는 대구에 생존해 있다.
- 딸 : 문신자

- 손 : 문태준

- 손녀:문정인, 채명신의 아내

## 같이 보기
- 조선총독부 중추원
- 황도선양회
- 문태준
- 문신자

## 참고자료
- 《민족정기의 심판》 〈제7부〉 혁신출판사(1949년) ‘飛行機 獻納에 狂奔한 朝鮮新聞社長 文明琦의 罪惡史’(비행기 헌납에 광분한 조선신문사장 문명기의 죄악사)
- 반민족문제연구소 (1993년 3월 1일). 〈문명기 : ‘애국옹’ 칭호 받은 친일 광신도 (김경일)〉. 《친일파 99인 2》. 서울: 돌베개. ISBN 978-89-7199-012-4.